# Тивали (парк)
Тивали — парк в городе Минск.

## Описание
Расположен в периметре улиц 
Притыцкого, Матусевича и П. Глебки во Фрунзенском районе. площадь 46 га.

## История
Начало с 1852 года — Теофил Гольдберг, который построил там новый усадебный дом «Тивали» и создал культурный уголок провинциального Минска, открыв летний театр  и ресторан.
Поместье было названо в честь парка активного отдыха «Тивали» в Копенгагене,  начавшего работать в 1844 году и ставшего вскоре столь популярным, что через некоторое время одноимённые парки появились во многих европейских городах
В 2007 году представлялась трёхъярусная презентация реконструкции парка с завершением в 2010 году.
В период с 2008 по 2015 года проведена реновация и обновление парка, а также реконструкция центральной аллеи от ул. Матусевича до ул. П. Глебки.